# WTA Elite Trophy 2023
El WTA Elite Trophy 2023 fue un torneo de tenis de mujeres que se jugó en Zhuhai, China. Fue la sexta edición del evento, y la primera desde 2019, después de que las ediciones intermedias fueran canceladas debido a la pandemia de COVID-19 en China. El torneo se disputa por doce jugadoras en la modalidad individuales y seis equipos de dobles.

## Torneo

### Clasificación
En individual, el campo está formado por las 11 mejores jugadoras que aún no están clasificadas para las Finales WTA de 2023, más (a) una jugadora la número 12 que no está clasificada para las Finales WTA de 2023, o (b) un comodín. Las dos últimas suplentes para las Finales WTA de 2023 son elegibles para jugar en el WTA Elite Trophy incluso si participarán en las Finales WTA. Los puntos totales se calcularon combinando los puntos obtenidos en 16 torneos. De estos 16 torneos, se deben incluir los resultados de una jugadora en los cuatro eventos de Grand Slam, los cuatro torneos WTA 1000 obligatorios y (para las 20 mejores jugadoras a finales de 2022) los mejores resultados de dos torneos WTA 1000 no obligatorios.

### Formato
El evento cuenta con doce jugadoras en individual un evento de round robin, divididos en cuatro grupos de tres. Durante los primeros cuatro días de competición, cada jugadora cumple con las otras dos jugadoras en su grupo, con la ganadora de cada grupo avanzando a la semifinal. Las ganadoras de cada semifinal se reúnen en el partido por el campeonato. Los seis equipos de dobles se dividirán en dos grupos de round robin, y las ganadoras de cada uno de los grupos de avanzar a la final.

#### Desempate en elRound-Robin
Las posiciones finales de cada grupo se determinaron por el primero de los siguientes métodos que aplican:
1. Mayor número de victorias.
2. Mayor número de partidos disputados.
3. Resultados-Cabeza a cabeza

## Los premios en metálico y puntos
El total de premios para los Huajin Valores 2023, WTA Elite Trophy Zhuhai 2023 Finales de la WTA fue de US $ 2.419.844.
| Escenario                           | Singles                                     | Singles  | Dobles2          | Dobles2 |
| Escenario                           | Dinero en premio                            | Puntos   | Dinero en premio | Puntos  |
| ----------------------------------- | ------------------------------------------- | -------- | ---------------- | ------- |
| Campeona                            | RR1 + $515,000                              | RR + 460 | RR1 + $22,000    | —       |
| Subcampeona                         | RR + $155,000                               | RR + 200 | RR1 + $11,346    | —       |
| Semifinalistas                      | RR + $15,000                                | RR       | —                | —       |
| Round robin por ganar cada partido  | 1.ª victoria +$50.000 2.ª victoria +$40.000 | 120      | $5,500           | —       |
| Round robin por perder cada partido | —                                           | 40       | —                | —       |
| Primer lugar en el round robin      | +$69,500                                    | —        | —                | —       |
| Segundo lugar en el round robin     | +$32,000                                    | —        | —                | —       |
| Cuota de participación              | $46,500                                     | —        | $17,080          | —       |
| Suplentes                           | $10,000                                     | —        | —                | —       |

- 1 RR significa recompensas o puntos ganados en la ronda de todos contra todos.
- 2 Dobles no otorga puntos para el ranking.

## Carrera a Elite Trophy
Las 2 tablas de abajo son parte de la tabla de carretera a Cancún

### Individuales
- Actualizado hasta el 16 de octubre de 2023.

     Jugadoras que clasificaron al WTA Elite Trophy.
     Jugadora que fue invitada al WTA Elite Trophy.
     Jugadoras que se dieron de baja.
| AUS           | FRA                   | WIM     | USO     | DUB     | IW      | MIA     | MAD     | ROM     | CAN     | CIN     | GUA     | PEK     | 1       | 2       | 3      | 4      | 5      | 6      |        |        |      |    |   |
| 9             | Maria Sakkari         | R32 130 | R128 10 | R128 10 | R128 10 | R32 1   | SF 390  | R64 10  | SF 390  | R32 65  | R32 1   | 16 105  | G 900   | CF 215  | F 305  | SF 185 | SF 185 | SF 185 | SF 105 | CF 100 | 3245 | 23 | 1 |
| 10            | Barbora Krejčíková    | R16 240 | R128 10 | R64 70  | R128 10 | G 900   | R16 120 | R16 120 | R16 120 | R32 65  | A 0     | R64 1   | A 0     | R64 10  | G 470  | F 305  | F 180  | R16 55 | R16 55 | R16 55 | 2775 | 19 | 2 |
| 11            | Madison Keys          | R32 130 | R64 70  | CF 430  | SF 780  | CF 190  | R64 10  | R32 65  | R64 10  | R16 120 | R32 60  | 64 10   | R32 1   | A 0     | G 470  | RR 210 | CF 100 | CF 100 | R32 1  |        | 2737 | 15 | 2 |
| 12            | Petra Kvitová         | R64 70  | R128 10 | R16 240 | R64 70  | R16 105 | CF 215  | G 1000  | R64 10  | A 0     | R16 105 | R32 60  | A 0     | R32 65  | G 470  | CF 100 | RR 80  | CF 60  | R16 55 |        | 2660 | 16 | 2 |
| 13            | Jeļena Ostapenko      | CF 430  | R64 70  | R64 70  | CF 430  | R16 105 | R32 65  | R16 120 | R32 65  | SF 390  | R64 1   | R32 60  | R16 105 | CF 215  | G 280  | CF 100 | R16 55 | R16 55 | R16 55 | R16 55 | 2615 | 22 | 1 |
| 14            | Belinda Bencic        | R16 240 | R128 10 | R16 240 | R16 240 | R16 105 | R64 10  | R32 65  | A 0     | A 0     | CF 190  | R32 60  | A 0     | A 0     | G 470  | G 470  | F 305  | CF 100 | CF 100 | RR 25  | 2570 | 16 | 2 |
| 15            | Liudmila Samsonova    | R64 70  | R64 70  | R128 10 | R32 130 | R16 105 | R64 10  | R32 65  | R16 120 | R32 65  | F 585   | R64 1   | A 0     | F 650   | F 305  | SF 185 | CF 60  | CF 60  | R16 55 | R16 55 | 2545 | 22 | 0 |
| 16            | Veronika Kudermetova  | R64 70  | R128 10 | R64 70  | R128 10 | R64 1   | R32 65  | R64 10  | SF 390  | SF 390  | A 0     | R64 1   | R16 105 | R16 120 | G 470  | SF 185 | SF 185 | F 180  | CF 100 | CF 100 | 2460 | 24 | 1 |
| 17            | Daria Kasatkina       | R128 10 | R64 70  | R32 130 | R16 240 | R32 1   | R32 65  | R64 10  | R16 120 | R16 120 | CF 190  | R16 105 | A 0     | R32 65  | F 305  | SF 185 | SF 185 | CF 100 | CF 100 | CF 60  | 2410 | 24 | 0 |
| 18            | Qinwen Zheng          | R64 70  | R64 70  | R128 10 | CF 430  | R32 60  | A 0     | R16 120 | R32 65  | CF 215  | R32 60  | R16 105 | A 0     | R64 10  | G 470  | G 280  | SF 185 | R16 80 | R16 55 | R16 55 | 2275 | 21 | 2 |
| 19            | Beatriz Haddad Maia   | R128 10 | SF 780  | R16 240 | R64 70  | R64 10  | R32 65  | R32 65  | R64 10  | CF 215  | R32 60  | R64 1   | A 0     | R64 10  | CF 185 | CF 100 | CF 100 | CF 100 | CF 100 | RR 55  | 2210 | 22 | 0 |
| 20            | Caroline Garcia       | R16 240 | R64 70  | R32 130 | R128 10 | R32 1   | R16 120 | R64 10  | R32 65  | R32 65  | R32 1   | R32 1   | SF 350  | CF 215  | F 180  | SF 110 | CF 100 | CF 100 | CF 100 | CF 100 | 2035 | 26 | 0 |
| 21            | Ekaterina Alexandrova | R32 130 | R32 130 | R16 240 | R32 130 | A 0     | R64 10  | CF 215  | R16 120 | R64 10  | A 0     | R64 1   | R16 105 | R64 10  | G 280  | SF 185 | F 180  | CF 100 | CF 100 | R16 55 | 2035 | 24 | 1 |
| 22            | Victoria Azarenka     | SF 780  | R128 10 | R16 240 | R64 70  | R16 105 | R64 10  | R32 65  | R64 10  | R32 65  | R32 60  | R32 60  | CF 190  | R64 10  | CF 100 | R16 55 | R16 55 | R16 30 | R32 1  | R32 1  | 1905 | 21 | 0 |
| 23            | Donna Vekić           | CF 430  | R64 70  | R32 130 | R128 10 | A 0     | R64 10  | R32 65  | R64 10  | R16 120 | R64 1   | R16 105 | A 0     | R64 10  | F 305  | G 280  | FE 85  | CF 60  | R16 55 | R16 30 | 1815 | 20 | 1 |
| 24            | Magda Linette         | SF 780  | R128 10 | R32 130 | R64 70  | A 0     | R64 10  | R16 120 | R32 65  | R32 65  | R64 1   | R64 1   | A 0     | R16 120 | F 180  | SF 85  | CF 60  | R16 55 | R16 30 | R16 30 | 1811 | 23 | 0 |
| ↓ Suplentes ↓ |                       |         |         |         |         |         |         |         |         |         |         |         |         |         |        |        |        |        |        |        |      |    |   |
| 25            | Elina Svitolina       | A 0     | CF 430  | SF 780  | R32 130 | A 0     | A 0     | R128 10 | R128 10 | R128 10 | R64 1   | A 0     | A 0     | A 0     | G 280  | CF 100 | R32 1  | R32 1  |        |        | 1743 | 10 | 1 |
| 26            | Sorana Cîrstea        | R128 10 | R128 10 | R32 130 | CF 430  | R32 60  | CF 215  | SF 390  | R64 35  | R64 35  | R32 60  | R32 60  | A 0     | R64 10  | R16 55 | R16 55 | R16 30 | R16 30 | R32 25 | R32 1  | 1630 | 22 | 0 |
| 27            | Anastasia Potapova    | R64 70  | R32 130 | R32 130 | R128 10 | A 0     | R32 65  | CF 215  | R32 65  | R32 65  | R64 1   | R32 60  | R64 1   | R64 10  | G 280  | SF 185 | SF 110 | CF 100 | CF 60  | R16 30 | 1588 | 21 | 1 |
| ↓ Wildcard ↓  |                       |         |         |         |         |         |         |         |         |         |         |         |         |         |        |        |        |        |        |        |      |    |   |
| 35            | Lin Zhu               | R16 240 | R128 10 | R128 10 | R32 130 | A 0     | R128 10 | R64 10  | R64 10  | A 0     | R64 1   | R64 1   | A 0     | R64 10  | G 280  | F 180  | SF 110 | SF 110 | SF 110 | CF 60  | 1272 | 23 | 1 |

### Dobles
| Tenista                                  | Ranking | Preclasificada |
| Veronika Kudermetova Beatriz Haddad Maia | 35      | 1              |
| Miyu Kato Aldila Sutjiadi                | 60      | 2              |
| Marie Bouzková Sara Sorribes             | 62      | 3              |
| Ulrikke Eikeri Nadiia Kichenok           | 93      | 4              |

## Finales

### Individual
| Fecha         | Partido                 | Partido | Partido          | Resultado            |
| ------------- | ----------------------- | ------- | ---------------- | -------------------- |
| 29 de octubre | Beatriz Haddad Maia [6] | 2-0     | Qinwen Zheng [7] | 7-6(13-11), 7-6(7-4) |

### Dobles
| Fecha         | Partido                                      | Partido | Partido                       | Resultado |
| ------------- | -------------------------------------------- | ------- | ----------------------------- | --------- |
| 29 de octubre | Beatriz Haddad Maia Veronika Kudermetova [1] | 2-0     | Miyu Kato Aldila Sutjiadi [2] | 6-3, 6-3  |